# Самюъл Фулър
Самюъл Майкъл Фулър (на английски: Samuel Michael Fuller) е американски режисьор, сценарист и писател. 

## Биография
Той е роден на 12 август 1912 година в Устър, Масачузетс, в семейството на евреи, преселили се от Русия и Полша. От ранна възраст започва да работи като журналист, а по-късно започва да пише книги и сценарии. В киното режисира от края на 1940-те години, като става известен с нискобюджетни продукции на спортни теми. Сред най-известните му филми са „Кражба на улица „Южна““ („Pickup on South Street“, 1953), за който получава Бронзов лъв на Фестивала във Венеция, „Шоков коридор“ („Shock Corridor“, 1963) и „Дивизията“ („The Big Red One“ 1980).
Самюъл Фулър умира на 30 октомври 1997 година в Лос Анджелис.

## Избрана филмография
| година | филм                      | оригинално заглавие    | бележки |
| ------ | ------------------------- | ---------------------- | ------- |
| 1949   | Аз застрелях Джеси Джеймс | I Shot Jesse James     |         |
| 1953   | Кражба на улица „Южна“    | Pickup on South Street |         |
| 1963   | Шоков коридор             | Shock Corridor         |         |
| 1980   | Дивизията                 | The Big Red One        |         |